# Администратор

Администратор

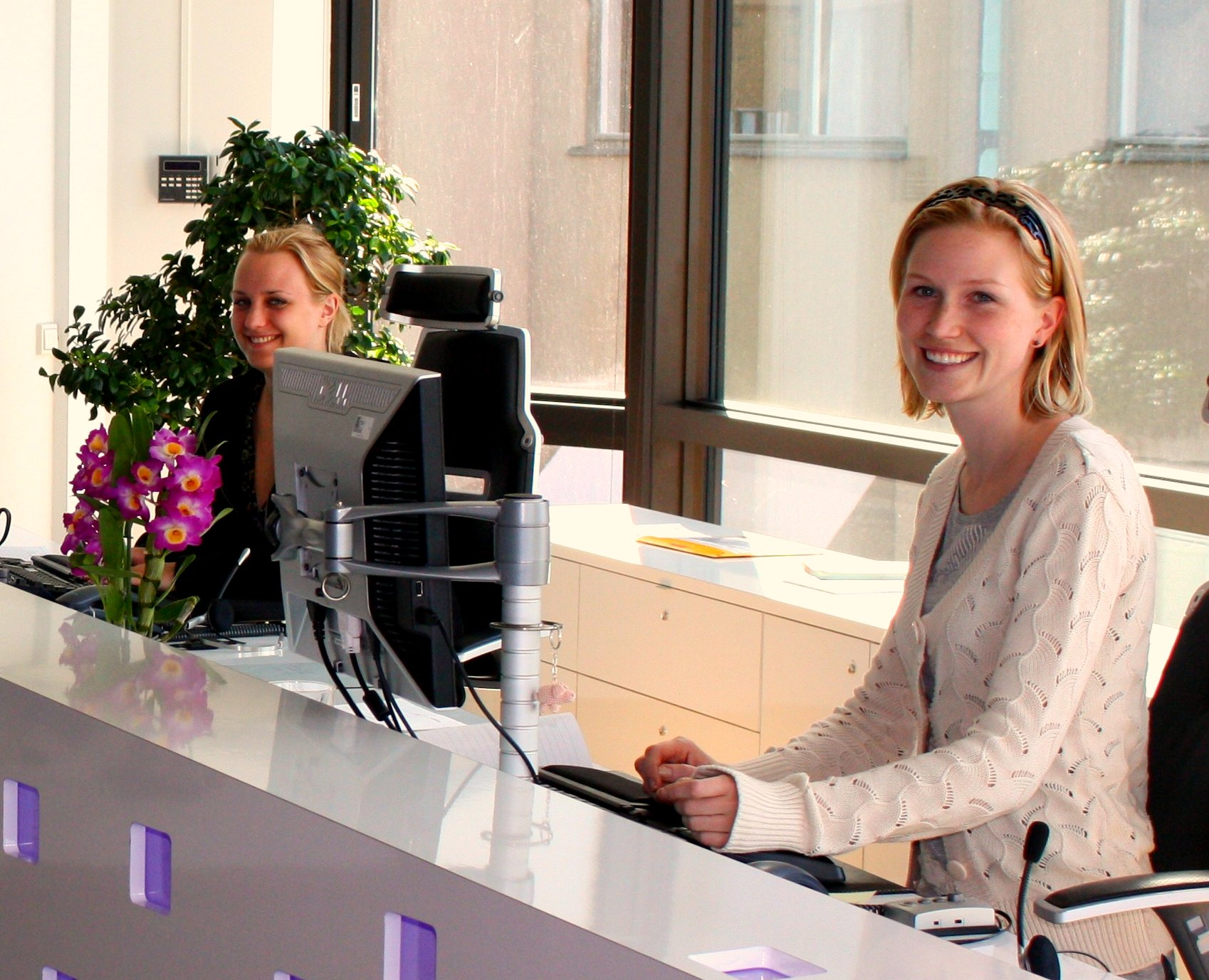
Администраторы в приёмной компании EA DICE в Стокгольме

Администратор (лат. administrator — управи́тель) — должностное лицо (специалист), управляющее в коллективе учреждения, организации, компании и так далее.

## История
В других источниках указано что Управи́тель (м.) управительница (ж.) — управляющий, заведывающий частным именьем, заводом, хозяйствами и прочим, например управитель мызы. Позже в мире, в зависимости от того, чем лицо управляло, придуманы различные названия для него, например хозяин, управляющий, заведующий, распорядитель, приказчик, руководитель, директор, администратор и так далее.
В Общероссийском классификаторе занятий (ОКЗ) администратор считается должностью. В общероссийском классификаторе профессий (ОКПДТР) издания 1995 года приводятся 10 административных должностей. Почти все они, по нему же, входят в 3431-ю, так называемую «базовую группу» — «Административно-управленческий персонал».
В 2005 году в классификатор были добавлены ещё четыре должности, три из них связаны с обслуживанием баз данных и информационных систем. Эти три должности по ОКЗ вошли во вторую «укрупнённую группу» — «Специалисты высшего уровня квалификации» (2139-я «базовая группа» — «Специалисты по компьютерам, не вошедшие в другие группы»).

## 2139-я базовая группа
Специалисты этой группы осуществляют работы по сопровождению баз данных в компьютерных системах. К их основным обязанностям относятся обеспечение сохранности информации; корректировка баз данных по заданиям пользователей; определение эффективности баз данных; консультирование пользователей.
Как и большинство профессий, входящих во 2-ю «укрупнённую группу», специальности этой базовой группы требуют уровня квалификации, соответствующего высшему профессиональному образованию.
Примеры специальностей 2139-й базовой группы:
- Администратор баз данных
- Администратор вычислительной сети

## 3431-я базовая группа
Административно-управленческий персонал осуществляет решение административных вопросов в деятельности подразделений организаций, ведение документации и информационное обеспечение.
Специальности этой группы требуют, как правило, среднего профессионального или среднего общего образования.
Примеры специальностей 3431-й базовой группы:
- Администратор зала
- Администратор зала (предприятий общественного питания)
- Администратор съемочной группы